# Cirkumzenitalbue
En cirkumzenitalbue (også stavet cirkumzenithalbue) er et optisk fænomen, der ligner en omvendt regnbue, men hører til halo-familien og skyldes, at sollyset refrakteres gennem iskrystaller, især i cirrus- og cirrostratusskyer, fremfor gennem vanddråber. Buen opstår et pænt stykke over Solen, omkring 46°, og danner maksimalt en fjerdedel af en cirkel med centrum i zenit. Cirkumzenitalbuen er et af de mest farverige medlemmer af halo-familien. Farverne, der går fra violet i toppen til rød forneden, er klarere end dem, man ser i regnbuer, fordi der er meget mindre overlap mellem dem i formationen.  

## Dannelse af cirkumzenitalbuer
Lyset, der danner cirkumzenitalbuen, går ind i en iskrystal på dens vandrette top af form som en plade og går ud igen gennem kanterne i form af prismer. Derved går de forskellige dele af lyset ud i hver sin retning. Betingelsen for, at en cirkumzenitalbue kan dannes, er at Solen skal være lavere end 32,3° over Jordens horisont. Derfor ses fænomenet kun først eller sidst på dagen.
Fænomenet anses i almindelighed for at være sjældent forekommende, men det skyldes måske, at der er en tendens til, at det ikke opdages. Buerne kan især ses, når der er bisole på himlen.
Som det er tilfældet med alle haloer, kan cirkumzenitalbuer også dannes af lys fra Månen og kaldes i så fald månecirkumzenitalbuer.

## Kunstige cirkumzenitalbuer
Man har siden i hvert fald 1920 kendt til at skabe kunstige cirkumzenitalbuer ved hjælp af et glas vand. Ved at belyse overgangen mellem vand og luft i et næsten fyldt cylindrisk vandglas opnår man en refraktion i vandet af lyset, der skal stå i en lav vinkel i forhold til glasset. Det er samtidig vigtigt, at glasset står nær kanten af bordet. Den anden refraktion på glassets side er nu skæv, og den samlede effekt viser sig at svare til den refraktion, der sker gennem en opretstående heksagonal pladekrystal, når man tager højde for gennemsnitskrumningen. På den måde vil man kunne opleve en farvestrålende cirkumzenitalbue på gulvet.